# ريك روزاس
ريك روزاس (بالإنجليزية: Rick Rosas)‏ هو موسيقي أمريكي، ولد في 10 سبتمبر 1949 في West Los Angeles ‏ في الولايات المتحدة، وتوفي في 6 نوفمبر 2014 في لوس أنجلوس في الولايات المتحدة.

## وصلات خارجية
- ريك روزاس على موقع IMDb (الإنجليزية)
- ريك روزاس على موقع ميوزك برينز (الإنجليزية)
- ريك روزاس على موقع ديسكوغز (الإنجليزية)
- ريك روزاس على موقع قاعدة بيانات الفيلم (الإنجليزية)